# Linia Chilonzor
Linia Chilonzor – najstarsza linia metra w Taszkencie. Jej budowa rozpoczęła się w 1968 roku. Otwarta w 1977 na odcinku Olmazar – Amir Temur xiyoboni. W latach 80. rozbudowana w kierunku zachodnim. Znajduje się na niej 12 stacji i ma długość 16,7 km. Łączy południowe dzielnice z centrum i z dzielnicami zachodnimi.

## Przebieg
- Buyuk Ipak yoʻli
- Pushkin
- Hamid Olimjon
- Amir Temur xiyoboni – przesiadka na linię Yunosobod
- Mustaqillik maydoni
- Paxtakor – przesiadka na linię Oʻzbekiston
- Bunyodkor
- Milliy bogʻ
- Novza
- Mirzo Ulugʻbek
- Chilonzor
- Olmazar